# Gabriel Vidović
Gabriel Vidović (Augsburg, 2003. december 1. –) német születésű horvát korosztályos válogatott labdarúgó, a Dinamo Zagreb játékosa.

## Pályafutása

### Klubcsapatokban
2016-ban az Augsburg akadémiájáról került a Bayern Münchenhez és végigjárta a korosztályos csapatokat. 2021. július 17-én góllal mutatkozott be a második csapatban az Augsburg II ellen 3–0-ra megnyert negyedosztályú bajnoki mérkőzésen. 2022 február végén 2025-ig meghosszabbította szerződését, ami július 1-től profi státuszúvá válik. Április 4-én megszerezte első dupláját a Schweinfurt ellen. Április 17-én mutatkozott be a felnőttek között az Arminia Bielefeld ellen 3–0-ra megnyert bajnoki mérkőzésen, a 89. percben Serge Gnabry cseréjeként. A hónap utolsó napján az 1. FSV Mainz 05 ellen 3–1-re elvesztett bajnoki találkozón a 67. percben Eric Maxim Choupo-Moting cseréjeként küldte pályára Julian Nagelsmann vezetőedző. 2022. augusztus 30-án a holland Vitesse egy szezonra kölcsönbe vette. Szeptember 4-én a Groningen ellen debütált kezdőként az 1–0-ra megnyert bajnoki találkozón. Október 22-én az Emmen ellen megszerezte első gólját. 2023. augusztus 30-án kölcsönbe került a horvát Dinamo Zagreb csapatához vásárlási opcióval. 2024. augusztus 30-án 2026. június 30-ig meghosszabbította szerződését a Bayern Münchennel, majd a 2024–25-ös szezonra kölcsönadták a Bundesliga másik klubjához, a Mainz 05-höz. 2025. február 3-án visszahívta a bajor klub, mivel Mathys Tel angol Tottenham Hotspurhoz távozott. Június 16-án a Dinamo Zagreb szerződtette.

### A válogatottban
Többszörös horvát korosztályos válogatott.

## Statisztika
2025. május 17-én frissítve.
| Klub              | Szezon   | Bajnokság              | Bajnokság | Bajnokság | Kupa  | Kupa  | UEFA  | UEFA  | Egyéb | Egyéb | Összesen | Összesen |
| Klub              | Szezon   | Osztály                | Mérk.     | Gólok     | Mérk. | Gólok | Mérk. | Gólok | Mérk. | Gólok | Mérk.    | Gólok    |
| ----------------- | -------- | ---------------------- | --------- | --------- | ----- | ----- | ----- | ----- | ----- | ----- | -------- | -------- |
| Bayern München II | 2021–22  | Regionalliga Bayern    | 30        | 21        | —     | —     | —     | —     | —     | —     | 30       | 21       |
| Bayern München II | 2022–23  | Regionalliga Bayern    | 3         | 0         | —     | —     | —     | —     | —     | —     | 3        | 0        |
| Bayern München II | Összesen | Összesen               | 33        | 21        | 0     | 0     | 0     | 0     | 0     | 0     | 33       | 21       |
| Bayern München    | 2021–22  | Bundesliga             | 3         | 0         | 0     | 0     | 0     | 0     | —     | —     | 3        | 0        |
| Bayern München    | 2022–23  | Bundesliga             | 1         | 0         | 0     | 0     | 0     | 0     | —     | —     | 1        | 0        |
| Bayern München    | 2024–25  | Bundesliga             | 4         | 0         | 0     | 0     | 0     | 0     | —     | —     | 4        | 0        |
| Bayern München    | Összesen | Összesen               | 8         | 0         | 0     | 0     | 0     | 0     | 0     | 0     | 8        | 0        |
| Vitesse           | 2022–23  | Eredivisie             | 25        | 4         | 0     | 0     | —     | —     | —     | —     | 25       | 4        |
| Vitesse           | Összesen | Összesen               | 25        | 4         | 0     | 0     | 0     | 0     | 0     | 0     | 25       | 4        |
| Dinamo Zagreb     | 2023–24  | Horvát Football League | 27        | 7         | 4     | 1     | 9     | 1     | —     | —     | 40       | 9        |
| Dinamo Zagreb     | Összesen | Összesen               | 27        | 7         | 4     | 1     | 9     | 1     | 0     | 0     | 40       | 9        |
| Mainz 05          | 2024–25  | Bundesliga             | 1         | 0         | 1     | 0     | —     | —     | —     | —     | 2        | 0        |
| Mainz 05          | Total    | Total                  | 1         | 0         | 1     | 0     | 0     | 0     | 0     | 0     | 2        | 0        |
| Dinamo Zagreb     | 2025–26  | Horvát Football League | 0         | 0         | 0     | 0     | 0     | 0     | —     | —     | 0        | 0        |
| Dinamo Zagreb     | Összesen | Összesen               | 0         | 0         | 0     | 0     | 0     | 0     | 0     | 0     | 0        | 0        |
| Összesen          | Összesen | Összesen               | 94        | 32        | 5     | 1     | 9     | 1     | 0     | 0     | 108      | 34       |

1. ↑  Magában foglalja a Bajnokok ligájában, az Európa-ligában  és a Konferencia Ligában való pályára lépeseit is.
2. ↑  Magában foglalja a német szuperkupában való pályára lépeseit is.

## Sikerei, díjai
- Bayern München
  - Német bajnok: 2021–22

- Dinamo Zagreb
  - Horvát bajnok: 2023–24
  - Horvát kupa: 2023–24